# 瓦爾梅
瓦爾梅（西班牙語：Huarmey）是秘魯的城鎮，位於該國北部安卡什大區，是瓦爾梅省的首府，距離首都利馬297公里，海拔高度14米，該城鎮可追溯至公元前2000年左右，2007年人口16,172。
10°04′7″S 78°9′37″W / 10.06861°S 78.16028°W